# Andamão e Nicobar
Andamão e Nicobar ou Andamã e Nicobar (em bengali: আন্দামান ও নিকোবর দ্বীপপুঞ্জ; em tâmil: அந்தமான் நிக்கோபார் தீவுகள்; em hindi: अंडमान और निकोबार द्वीपसमूह; em telugo: అండమాన్ నికోబార్ దీవులు)  é um território da União da Índia. Localiza-se na extremidade leste do golfo de Bengala, estabelecendo o limite deste com o mar de Andamão. Está separado de Myanmar pelo canal do Coco, a norte, e da Indonésia pelo Grande Canal, a sul; a Índia continental fica mais distante, a noroeste (estado de Orissa). É constituído por dois grupos de ilhas, que formam um único arco mas que estão separadas pelo canal dos Dez Graus: as ilhas Andamão e as ilhas Nicobar. A capital, Port Blair, fica em Andamão.
Têm 8 249 km² de área e em 2012 tinham 380 500 habitantes.
A vegetação natural é a floresta tropical. Cultivam-se cocos, borracha, palmeira indiana, arroz, legumes e café. Criação de gado bovino e caprino. Nas Ilhas Andamão, os indígenas são negritos, enquanto nas de Nicobar têm origem mongólica.
As ilhas Nicobar foram ocupadas pela Dinamarca em 1756 e, entre 1778 e 1783, os austríacos tentaram ali fundar uma colônia. Em 1858, os dinamarqueses cederam as ilhas Nicobar formalmente ao Reino Unido.